# Plaine-du-Nord
Plaine-du-Nord (en criollo haitiano Plèn dinò) es una comuna de Haití que está situada en el distrito de Acul-du-Nord, del departamento de Norte.

## Secciones
Está formado por las secciones de:
- Morne Rouge
- Basse Plaine (que abarca la villa de Plaine-du-Nord)
- Grand Boucan (que abarca el barrio de Robillard)
- Bassin Diamant

## Demografía
| Gráfica de evolución demográfica de Plaine-du-Nord entre 2009 y 2015 |
|                                                                      |

Los datos demográficos contemplados en este gráfico de la comuna de Plaine-du-Nord son estimaciones que se han cogido de 2009 a 2015 de la página del Instituto Haitiano de Estadística e Informática (IHSI).